# Liste der Baudenkmale in Dobbin-Linstow
In der Liste der Baudenkmale in Dobbin-Linstow sind alle denkmalgeschützten Bauten der Gemeinde Dobbin-Linstow (Mecklenburg-Vorpommern) und ihrer Ortsteile aufgelistet (Stand 10. Februar 2021).

## Legende
In den Spalten befinden sich folgende Informationen:
- ID-Nr: Die Nummer wird von den Denkmalämtern der Landkreise vergeben. Wenn sie nicht bekannt ist, bleibt die Spalte leer. In dieser Spalte kann sich zusätzlich das Wort Wikidata befinden, der entsprechende Link führt zu Angaben zu diesem Denkmal bei Wikidata.
- Lage: die Adresse des Denkmales und die geographischen Koordinaten.
Link zu einem Kartenansichtstool, um Koordinaten zu setzen. In der Kartenansicht sind Denkmale ohne Koordinaten mit einem roten bzw. orangen Marker dargestellt und können in der Karte gesetzt werden. Denkmale ohne Bild sind mit einem blauen bzw. roten Marker gekennzeichnet, Denkmale mit Bild mit einem grünen bzw. orangen Marker.
- Bezeichnung: Bezeichnung, so wie sie in den offiziellen Listen der Denkmalämter steht. Ein Link hinter der Bezeichnung führt zum Wikipedia-Artikel über das Denkmal. Wenn die Bezeichnung der Denkmalämter inhaltlich fehlerhaft ist, ist in der Spalte „Beschreibung“ darauf hinzuweisen.
- Beschreibung: Beschreibung des Denkmales
- Bild: ein Bild des Denkmales und gegebenenfalls einen Link zu weiteren Fotos des Denkmals im Medienarchiv Wikimedia Commons

## Baudenkmale nach Ortsteilen

### Dobbin
| ID   | Lage                                    | Bezeichnung                                                 | Beschreibung                                                    | Bild                                             |
| ---- | --------------------------------------- | ----------------------------------------------------------- | --------------------------------------------------------------- | ------------------------------------------------ |
| 1260 | Glaver Straße 4/8 (Karte)               | großer Stall um 1910, Ortsausgang Richtung Glave            |                                                                 | großer Stall um 1910, Ortsausgang Richtung Glave |
| 1261 | (Karte)                                 | Gutspark mit Gedenkstein für Henri Deterding                | Henri Deterding erwarb das Gut im Jahre 1936.                   | Weitere Bilder                                   |
| 1262 | Karower Straße 6 (Karte)                | Wohnhaus, ehemaliges Inspektorenhaus                        |                                                                 | Weitere Bilder                                   |
| 1265 | Karower Straße 4 (Karte)                | Marstall                                                    |                                                                 | Weitere Bilder                                   |
| 1266 | Kirchstraße (Karte)                     | Kirche mit Grabkapelle                                      |                                                                 | Weitere Bilder                                   |
| 1267 | Kirchstraße/Ecke Karower Straße (Karte) | Gedenkstein                                                 | Gedenkstein Prinzessin Juliane, spätere Königin der Niederlande | Gedenkstein                                      |
| 1268 | Parkweg 7 (Karte)                       | Villa mit Park                                              | Kavaliershaus                                                   | Weitere Bilder                                   |
| 1270 | Teichwirtschaft 6 (Karte)               | Wassermühle mit Innenausstattung und dazugehörigem Wohnhaus |                                                                 | Weitere Bilder                                   |
| 1271 | Teichwirtschaft (Karte)                 | Wehr am Mühlteich                                           |                                                                 | Weitere Bilder                                   |

### Glave
| ID   | Lage                            | Bezeichnung                            | Beschreibung | Bild                                   |
| ---- | ------------------------------- | -------------------------------------- | ------------ | -------------------------------------- |
| 1287 | Siedlung 1 (Karte)              | Gutshaus                               |              | Weitere Bilder                         |
| 1288 | Siedlung 3, 3a, 4, 5, 6 (Karte) | Siedlung mit vier Forstarbeiterhäusern |              | Siedlung mit vier Forstarbeiterhäusern |

### Groß Bäbelin
| ID   | Lage                 | Bezeichnung       | Beschreibung | Bild              |
| ---- | -------------------- | ----------------- | ------------ | ----------------- |
| 1300 | Dorfstraße 1 (Karte) | Gutshaus mit Park |              | Gutshaus mit Park |

### Linstow
| ID   | Lage                      | Bezeichnung                                                        | Beschreibung | Bild                                                               |
| ---- | ------------------------- | ------------------------------------------------------------------ | --- | ------------------------------------------------------------------ |
| 1906 | Kiether Straße            | Meilenstein                                                        | | Meilenstein                                                        |
| 1908 | Kiether Straße 20 (Karte) | Pfarrhaus mit Scheune                                              | | Pfarrhaus mit Scheune                                              |
| 1910 | (Karte)                   | Kirche mit altem Friedhof und erhaltenen Grabsteinen, Friedhofstor | Kirche der Backsteingotik aus dem 13. Jh., 1871 neugotischer Umbau und Westturm. | Kirche mit altem Friedhof und erhaltenen Grabsteinen, Friedhofstor |
| 2115 | Hofstraße 15 (Karte)      | Gutsanlage mit Gutshaus und Park                                   | Eingeschossiger elfachsiger sanierter Klinkerbau als Umbau um 1880 mit zweigeschossigem Zwerchgiebel, Mansarddach und Anbau, nach 2006 Ferienhaus; Gut der Familie von Linstow (vor 1281–1735), ab 1827 großherzogliches Kammergut. | Gutsanlage mit Gutshaus und Park                                   |
| 2116 | Hofstraße 5 (Karte)       | ehem. Wohnhaus (Museum)                                            | Wolhynier Umsiedler-Museum | ehem. Wohnhaus (Museum)                                            |

### Zietlitz
| ID   | Lage                         | Bezeichnung                            | Beschreibung | Bild           |
| ---- | ---------------------------- | -------------------------------------- | ------------ | -------------- |
| 2304 | Serrahner Straße 2/4 (Karte) | Inspektorenhaus und Wirtschaftsgebäude |              | Weitere Bilder |

## Ehemalige Baudenkmale

### Dobbin
| ID   | Lage                                 | Bezeichnung                  | Beschreibung | Bild |
| ---- | ------------------------------------ | ---------------------------- | ------------ | ---- |
| 1263 | Karower Straße/Glaver Straße         | Stall                        |              |      |
| 1264 | Karower Straße/Glaver Straße (Karte) | Wohnhaus (ehemalige Scheune) |              |      |
| 1269 | Parkweg                              | Motormühle                   |              |      |

### Linstow
| ID   | Lage                                           | Bezeichnung     | Beschreibung                                                   | Bild            |
| ---- | ---------------------------------------------- | --------------- | -------------------------------------------------------------- | --------------- |
| 1909 | Kiether Straße 22 (alt: Dorfstraße 22) (Karte) | ehem. Schule    | Das Schulgebäude neben dem Pfarrhaus wurde bereits abgerissen. |                 |
|      | Hofstraße 2 (Karte)                            | Brennerei/Mühle |                                                                | Brennerei/Mühle |

### Hinrichshof
| ID | Lage                | Bezeichnung                                                   | Beschreibung                                      | Bild |
| -- | ------------------- | ------------------------------------------------------------- | ------------------------------------------------- | ---- |
|    | Hinrichshof (Karte) | Arbeitszimmer des Schriftstellers Wolfgang Zeiske im Gutshaus | Arbeitszimmer des Schriftstellers Wolfgang Zeiske |      |

## Quelle
- Denkmalliste des Landkreises Rostock A ‐ Z (Stand: 10. Februar 2021; PDF, 497 KB)

- Karte mit allen Koordinaten:
- OSM |
- WikiMap